# Pere Joan Guasc
Pere Joan Guasc (Vilafranca del Penedès, Alt Penedès, 1553 - Vilafranca del Penedès, Alt Penedès, 1613), fou un religiós dominic, mestre de teologia del convent de Girona (1601), a Valladolid (1605) i a la Universitat de Tarragona (1607).
Destaca especialment pel seu comentari sobre l'obra de Sant Tomàs d'Aquino, Summa Theologica, i pel seu Compendium in Aristotelis dialecticam et in universam Aristotelis logicam commentaria.